# Ornithine décarboxylase
L'ornithine décarboxylase (ODC) (EC 4.1.1. 17) est une enzyme de la famille des lyases libérant le groupement carboxyle de l'acide aminé ornithine selon la réaction :

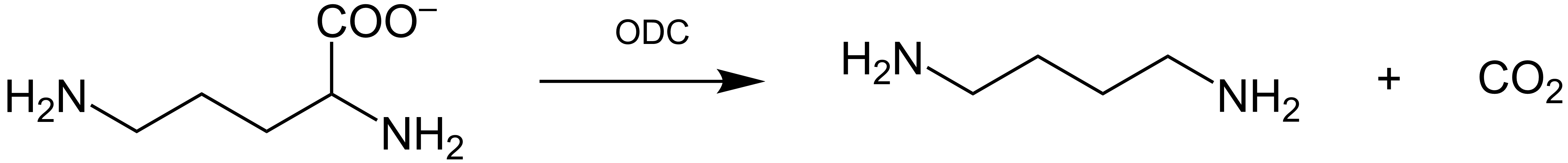

Il  y a production de putrescine (1,4-diaminobutane), une diamine primaire qui alcalinise le milieu. L'ornithine décarboxylase est une enzyme induite par l'anaérobiose et un pH acide.
En bactériologie, cette enzyme est recherchée grâce au milieu de Moeller à l'ornithine.

## En microbiologie
L'ornithine décarboxylase est une enzyme induite par un pH acide. Elle est recherchée le plus souvent en anaérobiose pour la lecture. La production de putrescine (1,4-diaminobutane), une diamine primaire qui alcalinise fortement le milieu, le CO2 ne l'acidifiant que faiblement.
En bactériologie, cette enzyme est recherchée grâce au milieu de Moeller à l'ornithine ou en galerie API 20 E par exemple.
La lecture étant identique à celle de la Lysine décarboxylase, consulter l'article Lysine décarboxylase pour la lecture.
Toutefois, en galerie API20E, un milieu orange en 24 h devra être lu négatif.